# La Luzerne

La Luzerne este o comună în departamentul Manche, Franța. În 1 ianuarie 2022 avea o populație de 81 de locuitori.